# Neoromicia guineensis
Neoromicia guineensis es una especie de murciélago de la familia Vespertilionidae. Puede representar un complejo de varias especies similares.

## Distribución geográfica
Se encuentra en  en África occidental y central.